# Fritz Gottschalk
Fritz Gottschalk, né le 30 décembre 1937 à Zurich, est un graphiste suisso-canadien membre de l'Alliance graphique internationale (AGI). Il est le cofondateur et copropriétaire de l'agence de design internationale Gottschalk+Ash avec son partenaire d'affaire Stuart Ash.

## Biographie

### Jeunesse
Fritz Gottschalk fait ses études primaires et secondaires de 1944 à 1954 dans sa ville natale de Zurich avant de devenir apprenti typographe chez Orell Füssli (en) Graphische Betriebe AG Zurich, un imprimeur et éditeur, ainsi qu'à l'école d'arts appliqués (Kunstgewerbeschule) de Zurich, et ce de 1954 à 1958. Dès 1959 et avant la fin de ses études supérieures, Fritz Gottschalk se retrouve à Paris, en France, afin de servir de graphiste et maquettiste à contrat pour l'Atelier Typographique. La même année, il obtient un poste de graphiste chez London Typographic Designers à Londres qu'il tient jusqu'à 1962,.
Il décide alors de poursuivre ses études supérieures à l'école de design de Bâle (Allgemeine Gewerbeschule), où il suit le curriculum d'Emil Ruder et d'Armin Hofmann pendant un an. C’est ainsi qu’il apprend à conceptualiser selon les modèles du fonctionnalisme suisse, avec une approche plus rationnelle, un souci de la typographie et de la grille ainsi qu’un besoin profond de limiter tout aspect décoratif jugé inutile.

### Migration vers le Canada

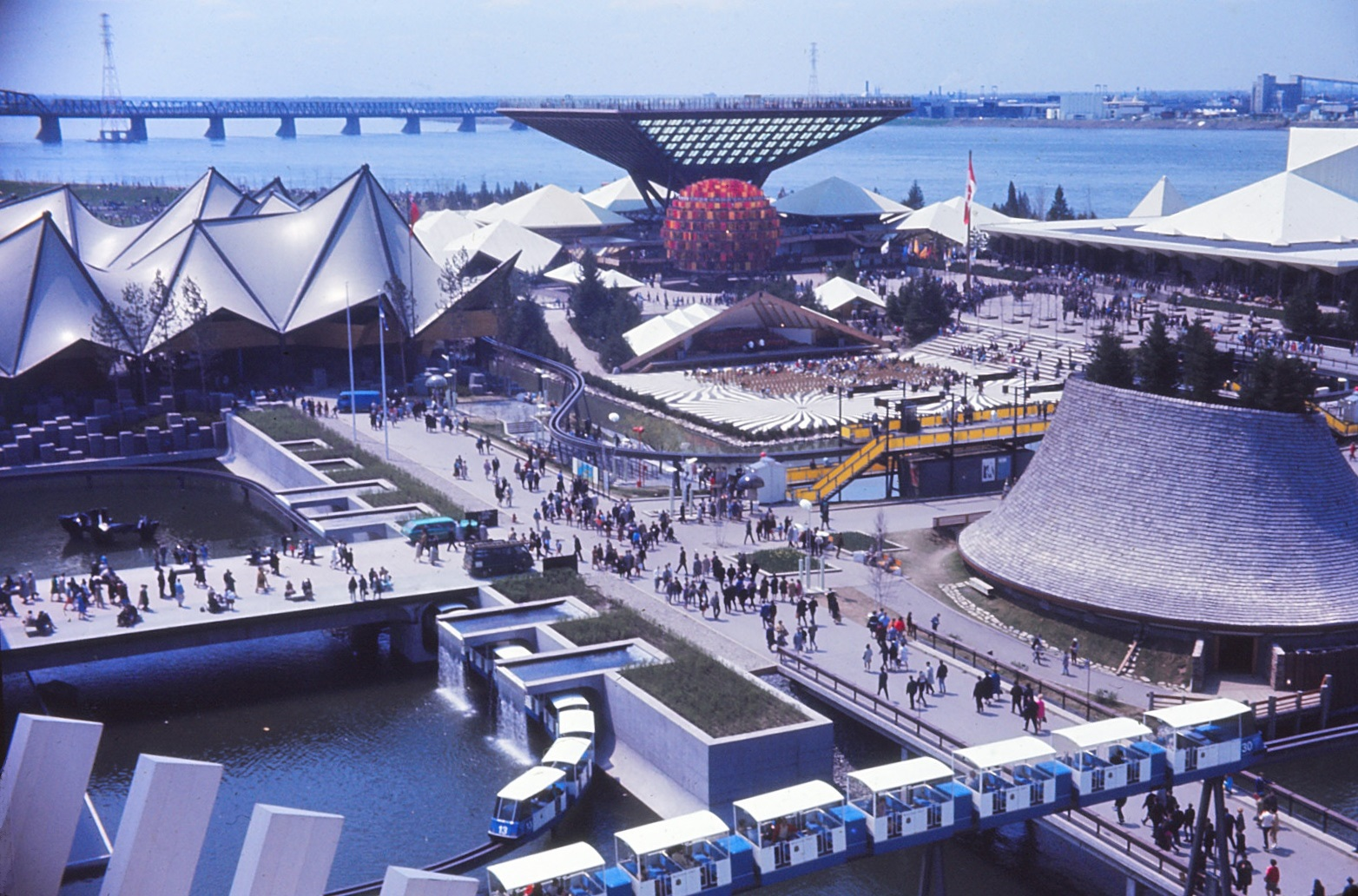
Vue de l'Expo 67.

En 1963, Fritz Gottschalk immigre vers le Canada où il s'empresse de continuer son travail de design graphique en poursuivant sa carrière chez Paul Arthur & Associates à Ottawa. Il sert de chef du design graphique du système de signalisation de l'exposition universelle de 1967 à Montréal, jusqu'à ce que ces travaux finissent en 1966[pas clair]. Il sera chargé de la gestion visuelle et conceptrice à l’ouverture d’un second studio de Paul Arthur & Associates afin de compléter ces mêmes travaux pour l’exposition universelle. La demande pour un système devant utiliser un nombre de langues différent pour assurer la compréhension de touristes venus de divers pays sera jugé idéale pour le designer ayant sorti d’études traitantes d’une approche similaire en Suisse[pas clair]. Ce même travail, ainsi que l’étendu de la production artistique de l’exposition, verront un succès international dans les médias imprimés comme Graphis, Print, IDEA, Gebrauchsgraphik et form, ainsi qu’à la télévision.

### Rencontre de Stuart Ash
Il se voit attribuer pendant trois ans d’affilée, à compter de 1963, le prix d’excellence en design graphique du Département des Affaires Intérieures Suisse à Berne. C'est aussi lors de ces années qu'il rencontrera son futur partenaire de travail Stuart Ash, alors que celui-ci travaillait sur le logo du centenaire canadien conjointement avec Anthony Mann chez Cooper & Beatty à Toronto.

## Gottschalk+Ash
Fritz Gottschalk quitte Paul Arthur & Associates et Ottawa en 1966 pour ouvrir sa propre compagnie dans la ville de Montréal. Il commence seul, mais très vite Stuart Ash devient son partenaire. Ash est sur le point de partir pour Ulm en Allemagne pour continuer ses études, mais il décide de rester à Montréal pour aider son partenaire. La compagnie sera nommée Gottschalk+Ash. Ensemble, ils apporteront un nouveau regard sur le design graphique canadien en introduisant les principes du Style International qui étaient peu connus au Canada dans les années 1960. Ce nouveau style basé sur le design simple et fonctionnel leur donnera beaucoup de visibilité et influencera plusieurs designers. En 1976, Gottschalk sera le responsable du bureau de design et contrôle de qualité du comité des Jeux olympiques de Montréal. Il travaillera sur plusieurs projets comme la signalisation des jeux aux côtés de grands noms du design comme Pierre-Yves Pelletier et Georges Huel. Le bureau de Montréal a une longue liste de clients qui inclut le comité des Jeux Olympiques, Postes Canada, le Musée des Beaux Arts de Montréal, le Musée national des beaux-arts du Québec, l'aéroport de Mirabel, le théâtre du Centre national des arts...

### Expansion
Le bureau torontois de Gottschalk+Ash est ouvert en 1972 par Stuart Ash qui plus tard part vivre à Toronto. Il travaille avec d'importants clients tels que la ville de Toronto, Shell et la Banque royale. À la suite des Jeux olympiques, un des partenaires du bureau de Montréal, Ken Carbone ouvre une division de Gottschalk+Ash à New York avec Leslie Smolan en 1976. Cependant, en 1980 Carbone et Smolan achètent la compagnie et la renomment Carbone Smolan Agency. Fritz Gottschalk pense partir de Montréal pour aller travailler au bureau de New York, mais prend un chemin différent.

### Retour à Zurich et Gottschalk+Ash International
Dans ses premières années, le bureau Gottschalk+Ash de Montréal connait un grand succès. Cependant, une monté du nationalisme canadien-français à partir de 1968 poussera Fritz Gottschalk à penser à la possibilité de retourner à Zurich. La tendance nationaliste créée à la suite de la Révolution tranquille (orchestrée de 1959 à 1966) ne plait pas à Gottschalk qui connait un Québec plus ouvert et international. Il pense à aller travailler au bureau de New York, mais songe aussi à la Suisse. Sans prendre compte des avertissements de ses collègues, il prend un risque et décide d'ouvrir et de diriger une division de Gottschalk+Ash à Zurich. Il part donc pour la Suisse en 1978 pendant que son collègue Peter Steiner reste chargé du bureau montréalais. C'est aussi en Suisse que Gottschalk réalise que les mentalités européennes face au design sont différentes des mentalités nord-américaines. Il trouve que les nord-américains ont tendance à vendre l'idée du produit avant le produit lui-même, sans se soucier de la qualité. En Europe, il remarque le contraire ; le produit est testé et peaufiné jusqu'à ce qu'il soit prêt à être diffusé. Pour Gottschalk, les européens ont une meilleure relation avec le design.
Un des projets les plus importants du bureau de Zurich est la conception du nouveau passeport suisse en 1986. Gottschalk ne suit pas le modèle typique de passeport où l'on retrouve le blason du pays. Au lieu d'aller dans cette direction, il pousse la conception du passeport dans une direction plus iconique : une couverture rouge ornée de la croix suisse et le titre. Selon AGI Annals 1989, ce serait possiblement la première fois qu'un article gouvernemental d'autant d'importance est conçu par un designer. La liste de clients de Gottschalk+Ash International compte de nombreuses compagnies et institutions de tous genres telles que la ville de Zurich, Balzers, Wirz & Partner, Orell Füssli, Reuteurs et plusieurs autres.

### Après Zurich et autres postes
De 1986 à 1992, Fritz Gottschalk dirige le studio de Milan (ouvert en 1972) en partenariat avec Walter Ballmer (son directeur original) et Glauco Felici, un traducteur littéraire qui est aussi partenaire. Ballmer est un des fondateurs du Style suisse et apportera de la versatilité au bureau italien. Malheureusement ce bureau ferme ses portes en 1992. Aujourd'hui[Quand ?], Fritz Gottschalk et son partenaire Sascha Loetscher et Mattia Marco Conconi dirigent Gottschalk+Ash Int'l Zürich.
Fritz Gottschalk est à la tête du département de communication visuelle de l'Université des arts de Zurich de 1980 à 1982. Il a aussi donnée plusieurs ateliers de design en Suisse et aux États-Unis. Gottschalk est aussi membre du conseil d'administration du magazine Graphis pendant dix ans, de 1990 à 2000.

## Point de vue face au design
Fritz Gottschalk a une manière particulière de voir le design graphique. Très inspiré de la simplicité du Style International, il affirme que le bon design est beau, mais surtout fonctionnel. Il soutient que « le message doit être transmis sans fioritures, sans surcharges inutile, mais non sans imagination. Le destinataire doit être informé des principales caractéristiques du produit et des services en question sans recours à des gags ou à quelque artifice de vente » [réf. nécessaire]. Cette approche lui vient directement du Style International qu'il a étudié en Europe ; un style simple et rationnel, mettant l'emphase sur une communication claire du message. Gottschalk est un designer qui est vu comme rigoureux, mais aussi impulsif et enthousiaste. 
Dans un article du magazine Applied Arts Quarterly, Gottschalk parle de sa mentalité par rapport à son travail. Quand il travaille sur un projet, il aime le décortiquer et toujours aller plus loin dans son exploration du concept. Il vise à atteindre le cœur de chaque projet qu'il entreprend, car il croit que plus un projet est développé, plus d'impact il aura. Dans un même ordre d'idées, il affirme que la perfection est rare dans ce qui est créé par les humains, contrairement à la nature. C'est cette notion qui lui fait aimer son travail et le pousse à toujours vouloir atteindre la perfection.

## Distinctions
Fritz Gottschalk a reçu plusieurs prix au courant de sa carrière professionnelle, autant seul que chez Gottschalk+Ash. Voici quelques-uns de ces prix les plus importants.
- Années 1960 : Trois prix d'excellence du département des affaires intérieures Suisse.
- 1968 : La médaille du centenaire du Canada.
- 1998 : Le médaillon de l'Académie royale des arts canadienne.
- 2008 : Le prix Récompense pour l'accomplissement d'une vie de la Société canadienne des designers graphiques
- 2011 : CDA Honours.